# Сбербанк Онлайн
Сбербанк Онлайн — мобильный банк Сбербанка, представленный браузерной версией и приложениями для операционных систем iOS и Android.
По итогам 2024 года количество ежемесячных активных пользователей Сбербанк Онлайн (вместе с приложением СберKids) составило 85,5 млн человек. 

## История
Первоначально запущен в апреле 2008 года как сервис «Электронная Сберкасса» для управления сберегательными книжками. Спустя год «Электронная Сберкасса» получила функции управления картами и счетами через личный кабинет, а также была переименована в «Сбербанк Онлайн».
В 2011 году появилась мобильная версия приложения, в которой стали доступны операции оплаты сотой связи, переводы и другие функции.
На 2020 год аудитория веб-версии «Сбербанк Онлайн» составляла 10 млн человек, в том числе 5 млн активных пользователей. Дневная аудитория мобильных приложений на сентябрь 2019 года составляла 20 млн человек, месячная — более 50 млн.
12 апреля 2022 года приложение Сбербанк Онлайн было удалено из App Store, а 13 апреля — из Google Play. Причиной для удаления в обоих случаях стало включение Сбербанка в список блокирующих санкций США.
16 августа 2022 года в App Store появилось приложение «СБОЛ». Приложение позволяет проводить те же банковские операции, что и в старом приложении Сбербанк Онлайн. Стоит отметить, что разработчиком приложения является не Сбер, а ООО «Открытые ИТ-решения». Позже и оно было удалено из App Store.
10 октября 2022 года в App Store вернулось приложение «СБОЛ», аналогичное «оригинальному» приложению, однако разработчиком является «LLC OPEN INFORMATION SOLUTIONS» (с англ. — «ООО „Открытые информационные решения“»).
31 января 2024 года в App Store появилось приложение под названием «Учёт онлайн», которое полностью аналогично «оригинальному», и является его актуальной версией. При этом банк уточнил, что старые версии, включая «СБОЛ» перестанут обслуживаться . 3 февраля 2024 года приложение пропало из магазина. 
22 октября 2024 года в магазине App Store снова появилось официальное приложение Сбера под названием «Бюджет Онлайн».
В декабре 2024 года в приложение Сбербанка был интегрирован ИИ в виде самой мощной версии нейросети GigaChat «GigaChat MAX».

## Описание
Приложение поддерживает вход по логину (или номеру телефона) и паролю и биометрическую идентификацию: по отпечатку пальца или распознаванию лица. В приложении пользователю доступны информация о существующих банковских продуктах (картах, счетах и т. д.), курсах валют, адресах отделений, программа лояльности Сбербанка «Спасибо» и онлайн-поддержка. В числе функций «Сбербанк Онлайн» переводы между собственными картами и счетами, переводы организациям и людям (в том числе на иностранные карты в системах Mastercard и Visa), заказ кредитной истории, заказ страхового полиса «Сбербанк страхования». Через приложение пользователь может открыть счёт или заказать карту, причём до выпуска пластиковой карты будет доступна виртуальная, которая может быть добавлена в мобильный кошелёк.

## Награды
- В 2014 году журнал Global Finance признал «Сбербанк Онлайн» лучшим розничным интернет-банком в России, приложение стало победителем еще в трех других номинациях журнала: «Лучший мобильный банкинг в Центральной и Восточной Европе», «Лучший SMS-банкинг в Центральной и Восточной Европе» и «Лучшее банковское приложение для мобильных телефонов в Центральной и Восточной Европе»[12]
- Победитель Премии Рунета 2016[13] и 2019 годов в номинации «Мобильные приложения»[14], победитель 2020 года в номинациях «Финансы и Бизнес» и «Приложение бренда»[15]
- В 2019-м «Сбербанк Онлайн» вошел в топ-5 самых востребованных мобильных приложений России, а также оказалось единственным российским финансовым приложением, вошедшим в рейтинг компании App Annie[16]
- Приложение признано лучшим мобильным банком по версии Go Banking 2020, также у «Сбербанка Онлайн» наибольшее число установок среди финансовых приложений — 31,1 млн[17]
- Получило награду международной премии Red Dot за совокупность образовательных инициатив[18]
- В 2021-м приложение победило в конкурсе «Золотое приложение» (ежегодный конкурс лучших мобильных приложений Рунета) в номинации «Банковский и финансовый сервис» и заняло 3 место в номинации «Лучшее приложение для потребителя (B2C)»[19]